# ANAPC11
La subunidad 11 del complejo promotor de la anafase es una enzima que en humanos está codificada por el gen ANAPC11.

## Interacciones
Se ha demostrado que ANAPC11 interactúa con ANAPC2 y CDC27.